# Giuseppe Bazzani

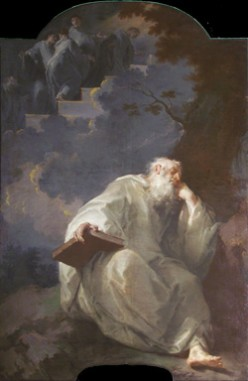
Il sogno di San Romualdo, 1750 ca., Museo diocesano Francesco Gonzaga, Mantova

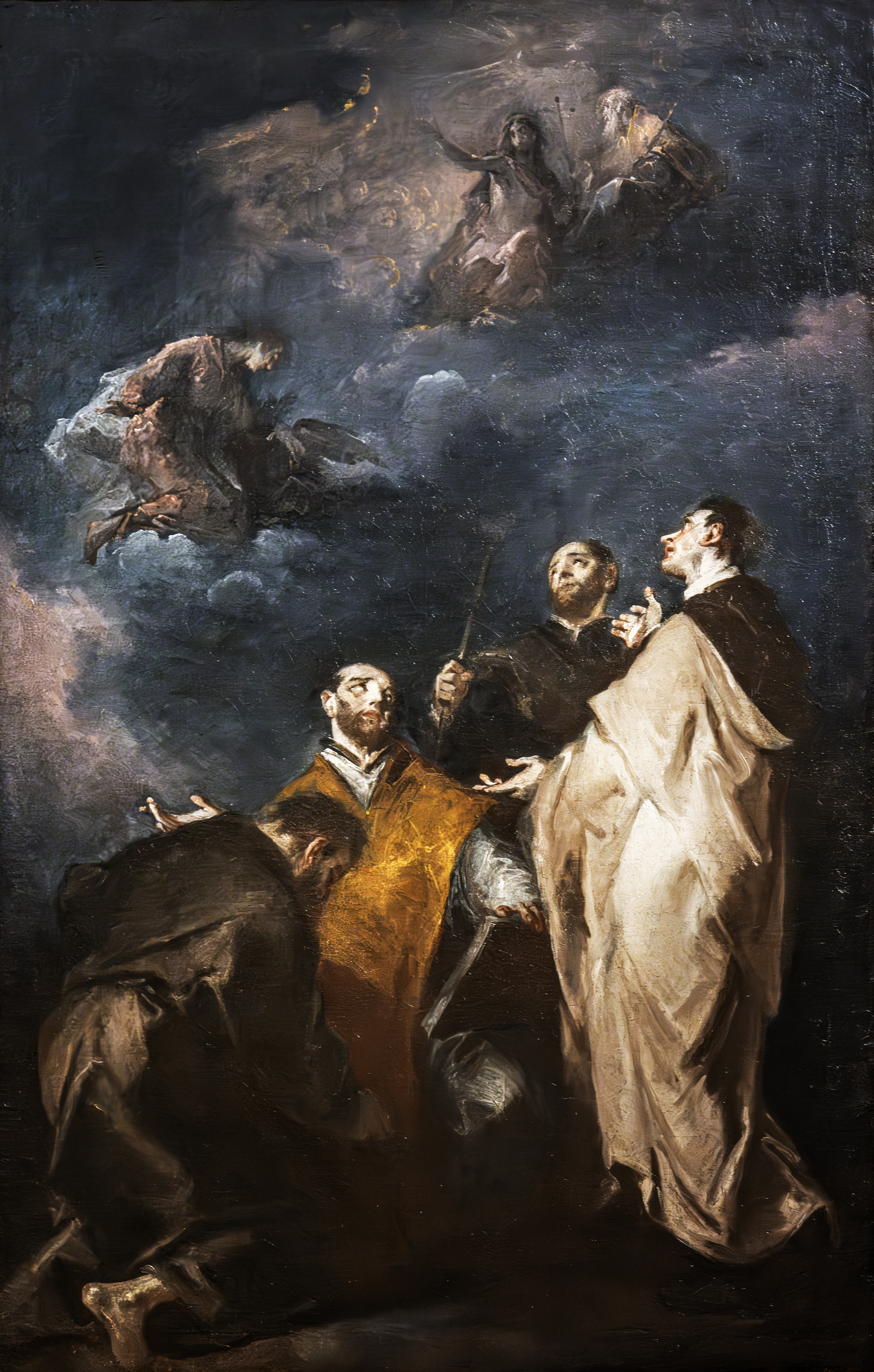
La Santissima Trinità appare a S.Giovanni Evangelista e a Quattro Santi - Museo civico di Santa Caterina Treviso.

Giuseppe Bazzani (Mantova, 23 settembre 1690 – Mantova, 17 agosto 1769) è stato un pittore italiano.

## Biografia
Allievo del pittore parmigiano Giovanni Canti, si dimostrò artista originale e personale. Fu influenzato da pittori del passato come Francesco Maffei e Rubens, dai quali trasse l'insegnamento dell'esecuzione rapida e improvvisa e l'utilizzo del colore intenso.
In una fase successiva si accostò sia a Domenico Fetti di cui condivise l'impeto, i giochi di luce e i contorni vibranti, sia alla scuola veneziana e allo stile di Paolo Veronese, come evidenziarono le Nozze di Cana, l'Annunciazione, l'Adorazione dei Magi  e il Riposo in Egitto.
Collaborò su tele e affreschi con Francesco Maria Raineri, anch'egli allievo del Canti.
Bazzani mutò rotta un'altra volta e nell'Estasi di una Santa, nel Battesimo di Gesù e nella Strage degli Innocenti le figure e gli scenari furono avvolti in fumi e nebbie, i colori tesero al disfacimento e la sensibilità si impennò.
Nella fase di maturità piena prevarrà una linea rococò con un ritorno alla lucentezza e alle tinte chiare, chiavi dominanti in Ester, Assuero e Andromaca. A questo punto della sua carriera, Bazzani divenne un esponente, a pieno titolo, della pittura rococò molto vicino a Giovanni Battista Pittoni, a Corrado Giaquinto e al Tiepolo.
Fu dal 1752 insegnante, quindi dal 1758 direttore dell'Accademia di Belle Arti di Mantova.
Ebbe probabilmente un figlio adottivo, Domenico, nato a Mantova intorno al 1740.

## Opere

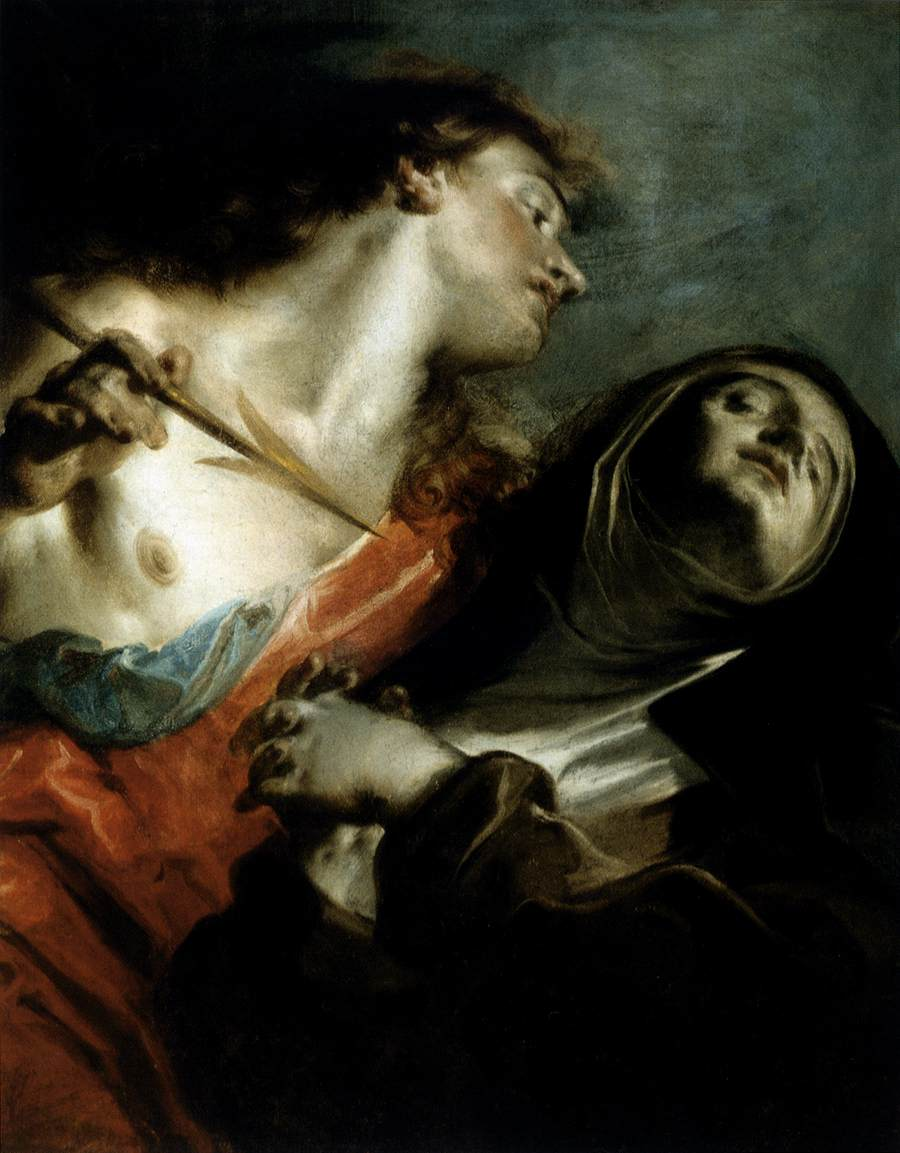
Estasi di santa Teresa, Museo di belle arti (Budapest)

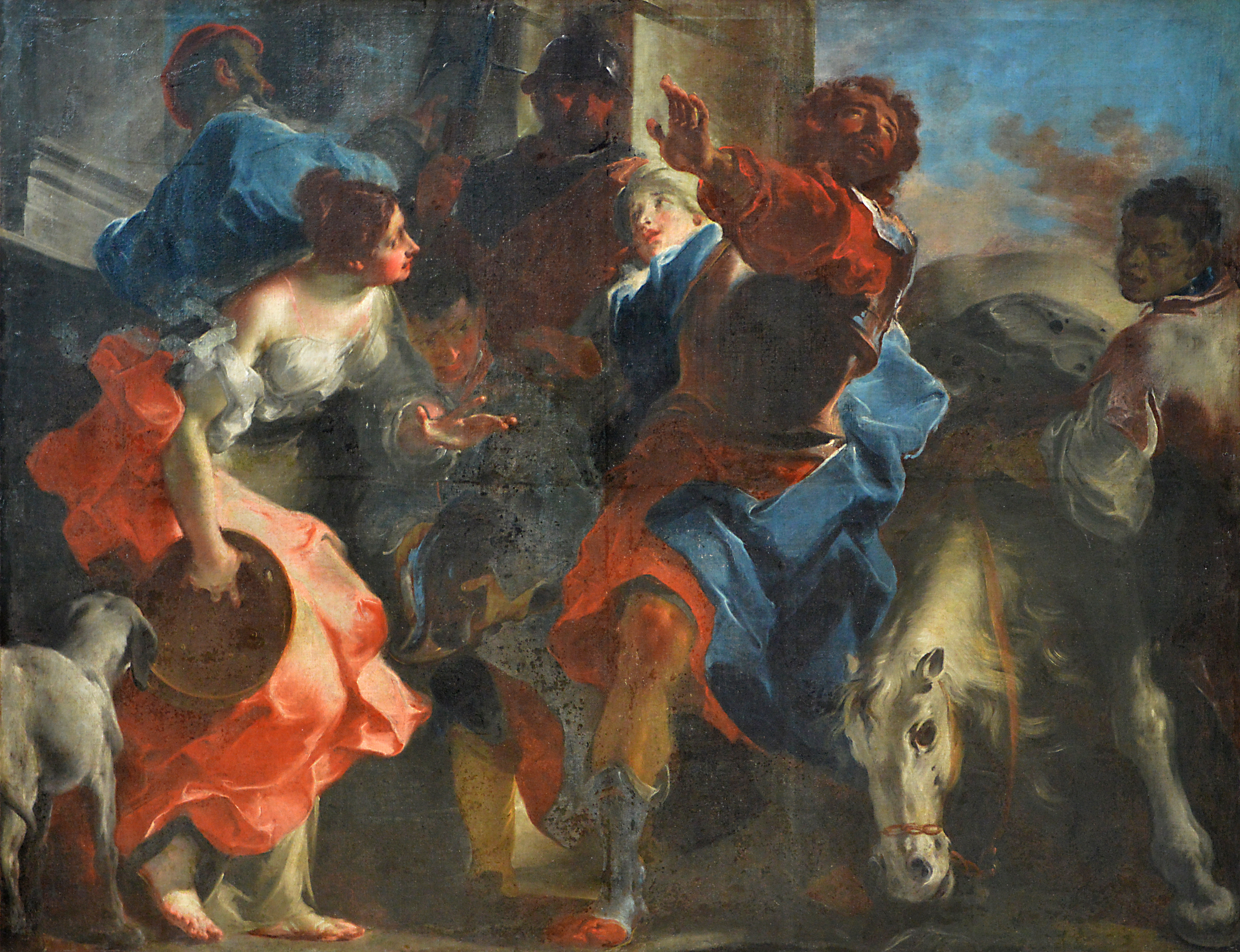
La figlia di Jephte, Musée du Louvre, Parigi.

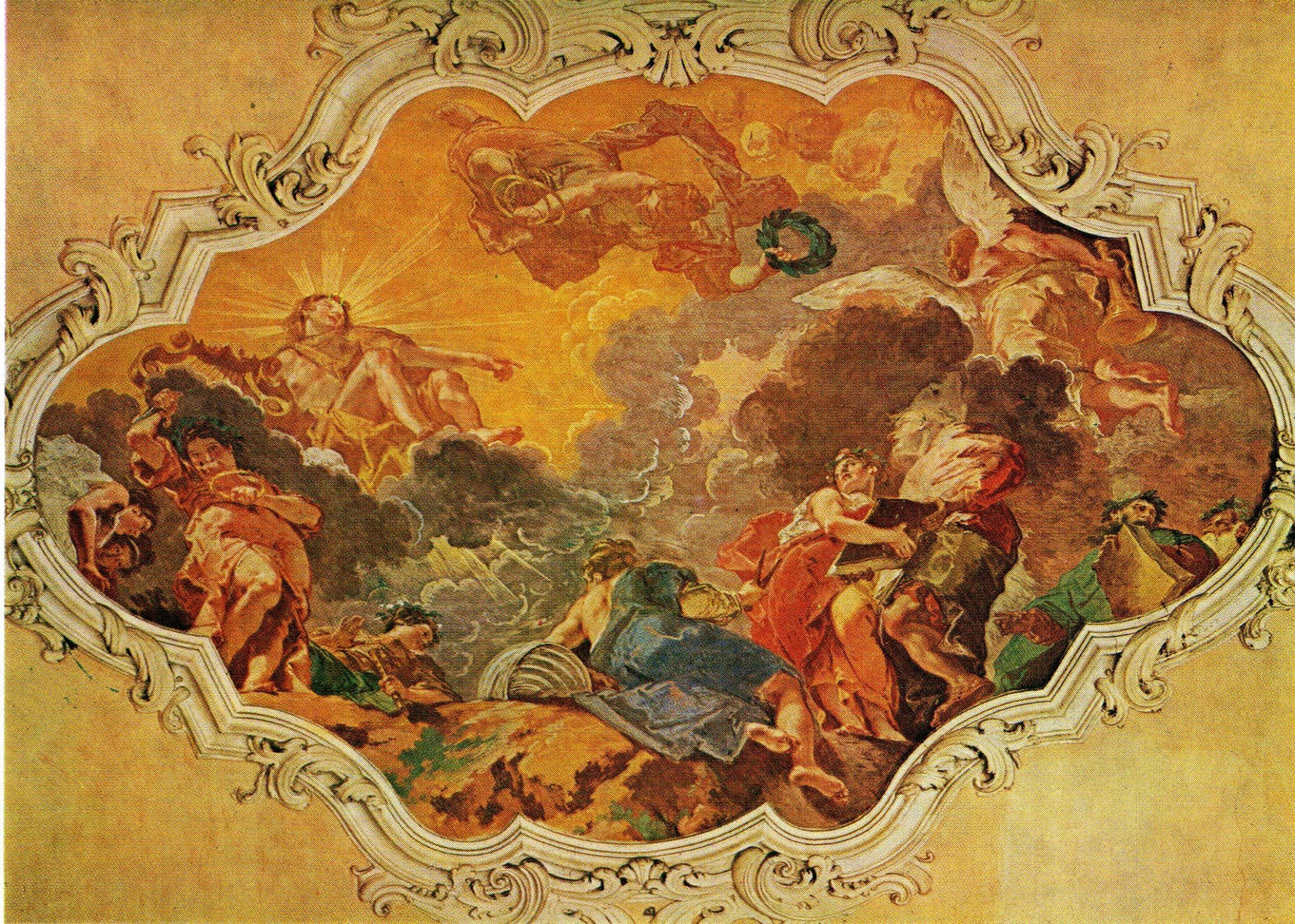
Apollo e le Muse, affresco, Palazzo Cavriani, Mantova.

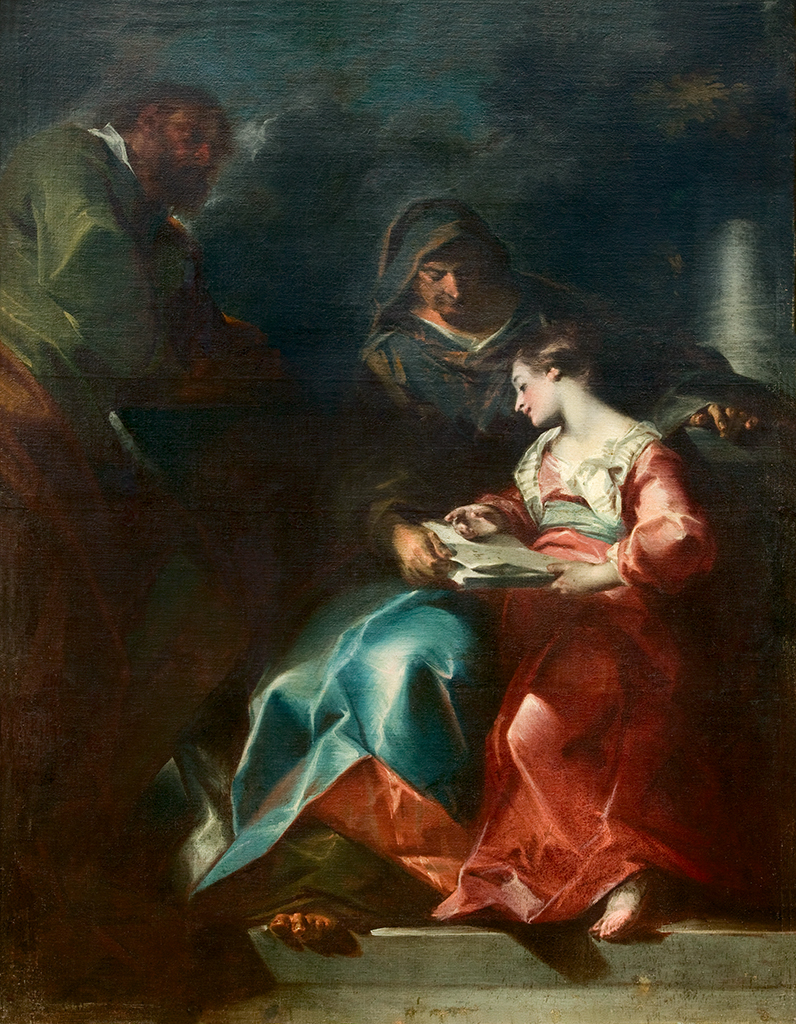
Educazione della Vergine, MAST Castel Goffredo.

- La figlia di Jephte[3], olio su tela, 233x180 cm, Musée du Louvre, Parigi, 1750 ca.;
- La salita al Calvario[4],  olio su tela, 142x91 cm, Musée du Louvre, Parigi, 1750-51;
- Sant'Antonio da Padova col Bambino[5], olio su tela, 85,1x69,5 cm, National Gallery, Londra, 1740-50;
- Crocifissione[6], olio su tela, 72x54,5 cm, Galleria Nazionale d'Arte Antica, Trieste;
- Pietà, Museum of Art di Cleveland;
- Cristo nell'orto[7], olio su tela, 42x36 cm, Galleria degli Uffizi, Firenze;
- San Tommaso che scrive davanti al crocifisso, Palazzo Ducale, Mantova;
- Immacolata con Santa Margherita e San Luigi Gonzaga, Basilica palatina di Santa Barbara, Mantova;
- Santa Margherita di Cortona, Galleria d'Arte della Fondazione Banca Agricola Mantovana, Mantova, 1764;
- San Longino, Sant'Andrea, Sant'Elena con la reliquia del Preziosissimo Sangue, Galleria d'Arte della Fondazione Banca Agricola Mantovana, Mantova;
- Deposizione di Cristo, 1745-55, Museo diocesano Francesco Gonzaga, Mantova (di proprietà degli Istituti Luigi ed Eleonora Gonzaga);
- Assunzione di Maria, Museo diocesano Francesco Gonzaga, Mantova;
- Autoritratto, Museo diocesano Francesco Gonzaga, Mantova;[8]
- Tre ovali con gli Evangelisti Luca, Giovanni e Marco del 1727 e un San Giuseppe del 1730-35 dalla parrocchiale di Vasto  nel comune di Goito (MN), Museo diocesano Francesco Gonzaga, Mantova;
- Ritratto di Carlo Gazzini, Abate di Santa Barbara, 1727, Museo diocesano Francesco Gonzaga, Mantova;
- La Natività e la Deposizione della Chiesa della Madonna del Terremoto, Museo diocesano Francesco Gonzaga, Mantova;
- San Giuseppe col Bambino, Museo diocesano Francesco Gonzaga, Mantova, 1730-40;
- L'Immacolata, 1740, Museo diocesano Francesco Gonzaga, Mantova;
- Il Battesimo di Gesù, 1769, Museo diocesano Francesco Gonzaga, Mantova;
- La Vergine col Bambino, Museo diocesano Francesco Gonzaga, Mantova;
- Madonna col Bambino, Galleria Previtali, Milano, 1710-50;
- Il sogno di San Romualdo, 1750 ca., Museo diocesano Francesco Gonzaga, Mantova;
- I due ovali del 1725 dalla Chiesa di Portiolo, presso San Benedetto Po (MN) raffiguranti Gioacchino e la Vergine Maria e la Madonna col Bambino e Sant'Anna, Museo diocesano Francesco Gonzaga, Mantova;
- San Francesco di Paola, 1745, Museo diocesano Francesco Gonzaga, Mantova;
- Vulcano e Cupido, 1720-30, Museo diocesano Francesco Gonzaga, Mantova;
- Ritratto di papa Benedetto XIII, Palazzo d'Arco, Mantova, 1725-30;
- Due ovali 1730-38, con la Flagellazione di Cristo e la Visitazione di Maria a Santa Elisabetta, Museo diocesano Francesco Gonzaga, Mantova;
- Cristo porta la croce, 1760 c., Museo diocesano Francesco Gonzaga, Mantova;
- San Pasquale Bylon in preghiera, stampa su seta, Museo diocesano Francesco Gonzaga, Mantova;
- Deposizione di Cristo, 1759, Museo diocesano Francesco Gonzaga, Mantova;
- San Mauro risuscita un bambino, 1760, Museo diocesano Francesco Gonzaga, Mantova;
- Santa Cecilia, Museo diocesano Francesco Gonzaga, Mantova, 1755 c.;
- Storie di Alessandro Magno in Palazzo d'Arco, Mantova, 1740 c.;
- Allegoria della sapienza e della bellezza, affresco, Palazzo Arrivabene, Mantova, 1730 c.;
- Allegoria della Forza e della Carità, affresco, palazzo Cavriani, Mantova, 1756-58;
- Apollo e le Muse, affresco, palazzo Cavriani, Mantova, 1756-58;
- Battesimo di Gesù, Parrocchiale di Borgoforte (Mn), 1732 c.;
- Estasi di san Luigi Gonzaga, parrocchiale di Borgoforte (Mn), 1729 c.;
- Battesimo di Cristo, parrocchiale di San Giovanni del Dosso (Mn), 1737;
- Saul folgorato sulla via di Damasco, Pinacoteca Malaspina, Pavia, 1737 c.;
- San Pietro e San Giovanni guariscono lo storpio, Pinacoteca Malaspina, Pavia, 1737 c.[9];
- San Giuseppe, parrocchiale di Vasto di Goito (Mn), 1736 c.;
- Tradizione delle chiavi, parrocchiale di Goito (Mn), 1739;
- Le anime purganti, chiesa prepositurale di Sant'Erasmo di Castel Goffredo (Mn), 1740-50;
- Educazione della Vergine, MAST Castel Goffredo - museo della città, 1729 c.[10];
- Santa Teresa e Ritratto di cardinale gonzaghesco, Parrocchiale di Sacchetta, frazione di Sustinente (Mn), 1758 c.;
- Sepoltura di Cristo, Museum der bildenden Künste, Lipsia;
- Madonna con santa Chiara, Annunciazione, chiesa parrocchiale di Revere (Mn), 1751-52;
- Sei ovali, olio su tela, ciclo delle Storie di Sansone, chiesa parrocchiale di San Michele di Leffe (Bg), 1756-1760;[11]
- Ovali delle collezioni Pesenti-Nodari (Mantova) e Podio (Bologna);
- Disegni della raccolta D'Arco, 1747 c.;
- Ovali per il soffitto di San Barnaba (San Barnaba, San Paolo), Mantova, 1768 c.;
- Opere per le chiese di Santa Maria della Carità, di San Maurizio (Miracoli di Pio V) e di San Barnaba (Via Crucis), a partire dal 1752, Mantova.